# Falkenberg (Svezia)
Falkenberg è una cittadina (tätort) della Svezia meridionale, situata nella contea di Halland; è il capoluogo amministrativo della municipalità omonima.
Il nome della città vuol dire "monte del falco", animale che si ritrova nello stemma cittadino. Le radici di Falkenberg affondano nel Medioevo.
Il Tullbron, ponte della dogana costruito sul fiume Ätran, è uno dei monumenti più caratteristici della cittadina. 
Il turismo è molto diffuso a Falkenberg, famosa nel Paese per la sua costa e le spiagge.